# Domän (ringteori)
En domän är en ring som saknar nolldelare.
Om en domän är kommutativ och inte är den triviala ringen {0}, kallas den för ett integritetsområde. 
Enligt vissa författare skall en domän dessutom ha en etta för att få kallas för ett integritetsområde.